# إيجاد قيمة مشتركة
إيجاد قيمة مشتركة (بالإنجليزية: Creating Shared Value، (CSV))‏، هو مفهوم لنظام أعمال طرحته لأول مرة مجلة جامعة هارفارد بيزنس ريفيو في مقالة بعنوان «الاستراتيجية والمجتمع: العلاقة بين الميزة التنافسية والمسؤولية الاجتماعية للشركات». وبعدها توسعت بالمفهوم في يناير 2011 بمقال متابع بعنوان «إيجاد القيم المشتركة: إعادة تعريف الرأسمالية ودور المؤسسات في المجتمع» كتبه مايكل بورتر، (وهو مرجع رائدة في الاستراتيجيات التنافسية ورئيس معهد الإستراتيجية والتنافسية في كلية هارفارد للأعمال)، ومارك كريمر (منذ كلية كينيدي في جامعة هارفارد والمؤسس المشارك لمؤسسة أف أس جي (FSG)) والذين فصلا بالمادة والرؤى ة والأمثلة من الشركات التي طورت صلات عميقة بين استراتيجيات أعمالهم وومواطنة الشركات (CSR).
الفرضية المركزية وراء الفكرة هي وجود علاقة مترابطة بين القدرة التنافسية للشركات مع صحة وحيوية المجتمعات التي تعمل بها. الاعتراف بهذه الترابطية بين العامل المجتمعي والعامل الاقتصادي والاستفادة منها تولد القدرة على إطلاق العنان للموجة القادمة من النمو العالمي وتعيد تعريف الرأسمالية.

## التسمية
الفكرة بالأساس هي إنكليزية وعنونت ب Creating Shared Value لذلك يصح تعريبها إلى عدد مختلف من الترجمات منها: إنشاء قيم مشتركة أو خلق قيم مشتركة أو إيجاد القيم المشتركة.

## آلية
يمكن للشركات خلق فرص قيم مشتركة مع مجتمعاتها أو بيئة عملها بثلاث طرق:
1. إعادة تصور منتجاتها وأسواقها: يمكن للشركات تلبية الاحتياجات الاجتماعية في حين تخدم الأسواق القائمة بشكل أفضل بينما تجاهد للوصول إلى أسواق جديدة أو عن طريق تخفيض التكاليف من خلال الابتكار.
2. إعادة تعريف الإنتاجية في سلسلة القيم: ويمكن للشركات تحسين النوعية والكمية، والتكلفة، والموثوقية للمدخلات وللتوزيع في حين تعمل بصفه دائمه على الاهتمام بالموارد الطبيعية الأساسية ودفع عجلة التنمية الاقتصادية والاجتماعية.
3. تمكين تطوير المجتمعات المحلية: لا يمكن للشركات أن تعمل في عزلة عن محيطها. من أجل النجاح في التنافس والنمو، على سبيل المثال، عليها الاعتماد على موردين محليين موثوقين، وعلى البنية التحتية والطرق والاتصالات السلكية واللاسلكية، والوصول إلى المواهب، وعلى نظام قانوني فعال.

تواجه الكثير من محاولات مواطنة الشركات مطبات مع المجتمع، لتركيزها على التكاليف والقيود المفروضة على الامتثال للمعايير الاجتماعية والبيئية المفروضة من الخارج. وتقر المواطنية المفاضلات بين الربحية قصيرة الأجل والأهداف الاجتماعية أو البيئية، ولكن تركز بشكل أكبر على الحصول على الميزة التنافسية بدلا من بناء قيمة اجتماعية كجزء من إستراتيجية عمل الشركة.